# Церква Покрови Пресвятої Богородиці (Босири)
Церква Покрови Пресвятої Богородиці в Босирах — парафія і храм греко-католицької громади Пробіжнянського деканату Бучацької єпархії Української греко-католицької церкви в селі Босири Чортківського району Тернопільської области.

## Історія церкви
Кам'яний храм у селі Босири був збудований з 1903 по 1906 рік за проєктом австрійського архітектора на кошти парафіян. Під час Першої світової війни церква була частково пошкоджена, а її відновлення відбулося у 1992 році.
У період 1946–1990 років церква не закривалася і належала РПЦ. Віряни постійно відвідували її та підтримували в належному стані. У 1960–1980-х роках, коли храми в сусідніх селах були зачинені, парафіяни звідти приходили на богослужіння до церкви в Босирах.
У 1991 році парафія повернулася в лоно УГКЦ. У храмі провели частковий ремонт, зокрема, під керівництвом церковних братів встановили новий купол замість знищеного стихією, а також замінили хрест.
У 2006 році, на честь 100-річчя церкви, освятили капличку, збудовану за кошти громади села Омеляном Кіндзеровським. Також, завдяки громаді та вихідцям із села, церква була повністю перекрита та відремонтована.
При парафії діють такі спільноти:
- Братство «Апостольство молитви».
- Вівтарна дружина.
- Спільнота «Матері в молитві».

## Парохи
| Ім'я                     | Роки      | Світлини |
| ------------------------ | --------- | -------- |
| о. Северин Матковський   | 1906—1935 |          |
| о. Володимир Ковальський |           |          |
| о. Матвіїв               |           |          |
| о. Водяний               |           |          |
| о. Зеновій Семенишин     |           |          |
| о. Микола Малий          |           |          |
| о. Володимир Зависдяк    |           |          |
| о. Василь Погорецький    |           |          |
| о. Любомир Павлик        | від 1999  |          |